# Церковь Святого Николая (Нахичевань-на-Дону)
Церковь Святого Николая (Сурб Никогос, Сурб-Никогайос) — армянский православный храм города Нахичевани-на-Дону. Располагался на углу 1-й линии и 1-й Пролетарской улицы. Церковь была снесена в 1930-х годах.

## История
Деревянная церковь Святого Николая была заложена в 1781 году и освящена 10 сентября 1783 года. Это была одна из первых церквей в Нахичевани-на-Дону. В 1875 году улица, рядом с которой находилась церковь, получила в её честь название Никольской (ныне это улица Листопадова). Через некоторое время вместо деревянной церкви построили каменный храм, который располагался севернее — на углу 1-й линии и 1-й Успенской улицы (ныне 1-й Пролетарской).
Храм имел три входа с четырёхколонными портиками. Над главным (западным) входом возвышалась колокольня. Главный объём храма и звонницу венчали классические купола. В 1862 году в храме проходил капитальный ремонт. В конце XIX века купола храма были заменены традиционными армянскими восьмигранными шатрами. 28 апреля 1902 года на колокольню Никольской церкви был водружён самый большой колокол весом 41 пуд 30 фунтов (около 650 кг).
При храме существовал армянский некрополь, где были похоронены многие известные горожане: депутат Ованес Абрамян, ездивший в Санкт-Петербург за указом Екатерины II, городской голова Арутюн Халибян, купец Магар Айрапетян — близкий друг Микаэла Налбандяна. В 1873 году в храме крестили будущего поэта Оноприоса Анопьяна. В 1883 году торжественно отмечался столетний юбилей храма. При храме действовала приходская начальная школа. В храме была библиотека, где хранились рукописные церковные книги на пергаменте.
Храм был закрыт в начале 1930-х годов. Здание стали постепенно разбирать. Перед началом Великой Отечественной войны на его месте началось строительство пятиэтажного жилого дома по проекту Л.Л. Эберга (современный адрес – 1-я линия, 56). Во время войны дом сгорел, но к 1950 году был восстановлен.